# Pustelnia parmeńska
Pustelnia parmeńska (fr. La Chartreuse de Parme) – powieść psychologiczno-obyczajowa Stendhala opublikowana w 1839 roku.
Fabuła powieści opisuje burzliwe dzieje włoskiego arystokraty Fabrycego del Dongo od jego urodzenia aż po śmierć, ukazane na tle wojen napoleońskich i czasów restauracji. Była to najbardziej osobista powieść Stendhala, w której umieścił on wiele wątków autobiograficznych. Stanowiła ona zarazem znakomite studium społeczności rządzonej przez absolutnego władcę, którego uosabia w powieści fikcyjny książę parmeński Ranucy Ernest IV.
Powieść uważana za jedno z dwóch arcydzieł Stendhala (obok Czerwonego i czarnego) znalazła szersze uznanie już po śmierci pisarza, a zachwycali się nią m.in. Honoré de Balzac, Lew Tołstoj, Émile Zola, André Gide, Giuseppe Tomasi di Lampedusa czy Henry James. Utwór doczekał się licznych adaptacji i stanowił kanwę opery, filmów i seriali telewizyjnych.
W Polsce powieść ukazała się po raz pierwszy w 1889 pod tytułem Klasztor Kartuzów w Parmie. Później tłumaczył ją m.in. Tadeusz Boy-Żeleński.

## Geneza i powstanie powieści
Stendhal od zawsze fascynował się kulturą Italii, w której zresztą spędził wiele lat swojego życia. Pisząc Pustelnię parmeńską, postanowił spojrzeć na kulturę północnych Włoch z francuskiego punktu widzenia, uwypuklając różnice kulturowe pomiędzy obydwoma nacjami. Inspiracją do stworzenia postaci głównego bohatera powieści, Fabrycego del Dongo, był dla niego Alessandro Farnese, znany później jako papież Paweł III.
Utwór powstał podczas pobytu pisarza w Paryżu w dużym pośpiechu - praca nad nim zajęła mu zaledwie 52 dni (4 listopada-26 grudnia 1838 roku), co odbiło się na niedopracowaniu niektórych wątków i postaci w powieści (zwłaszcza poety Ferrante Palli, który pojawia się pod koniec książki i z którego sam Stendhal nie był zadowolony).
Tytuł odwołuje się do klasztoru kartuzów, który pojawia się dopiero na ostatniej stronie powieści niejako w formie epilogu. Inspiracją był dla pisarza zapewne klasztor św. Hieronima, znany obecnie jako Certosa di Parma (pol. pustelnia parmeńska), znajdujący się na obrzeżach miasta.

## Fabuła powieści
W powieści tej Stendhal opowiada dzieje Fabrycego del Dongo - młodszego syna mediolańskiego arystokraty i bogacza. Fabrycy, nie mogąc znaleźć w rodzinnym domu szczęścia i miłości, ucieka z Italii i przyłącza się do armii Napoleona (wątek autobiograficzny - sam Stendhal uczestniczył w rozpaczliwym odwrocie wojsk francuskich spod Moskwy, wieńczącym kampanię rosyjską w 1812). Bierze udział w bitwie pod Waterloo.
Po powrocie przybywa do Parmy do swej ukochanej ciotki Giny Sanseverina i decyduje się na wybór kariery duchownej. Nie przeszkadza mu to utrzymywać miłosnych stosunków z licznymi kobietami, w tym aktorką Mariettą czy śpiewaczką operową Faustą. Gdy w akcie samoobrony Fabrycy zabija wędrownego aktora Gilettiego, zazdrosnego admiratora Marietty, musi uciekać z Parmy. Przez jakiś czas przebywa w Bolonii, a kiedy w końcu w tajemnicy wraca do miasta, zostaje zdekonspirowany i uwięziony w wieży Farnese pod Parmą. Tam zakochuje się w Klelii Conti, córce komendanta więzienia. Ta wraz z księżną Sanseverina pomaga mu w ucieczce, ale dręczona wyrzutami sumienia ślubuje Bogu, że już nigdy więcej go nie zobaczy, po czym wychodzi za innego. Fabrycy tymczasem, zgodnie z pierwotnym planem, zostaje arcybiskupem Parmy.
Po latach tłumione uczucie pomiędzy nimi wybucha na nowo, jednak aby nie złamać przysięgi, kochankowie spotykają się tylko nocą. Z tego zakazanego związku przychodzi na świat syn, który wkrótce umiera. Załamana Klelia, przekonana, że to kara Boża, umiera niedługo po nim. Fabrycy, zrozpaczony po utracie ukochanej i dziecka, rezygnuje ze stanowiska, przekazuje bliskim swój majątek i zamyka się w tytułowej pustelni parmeńskiej (czyli klasztorze kartuzów), gdzie przed upływem zaledwie roku umiera. Wkrótce po nim umiera także jego ciotka Gina, księżna Sanseverina.

## Postaci w powieści
Określając bohaterów powieści, Stendhal często posługuje się zaledwie ich szlacheckim tytułem, dodając sporadycznie ich imię i/lub nazwisko. Co więcej, tytuły bohaterów podlegają zmianom wraz z rozwojem akcji i nabywaniem nowych tytułów arystokratycznych, uzyskiwanych poprzez awans społeczny bądź związek małżeński. 
Powieść ma czterech głównych bohaterów, tworzących swoisty czworokąt miłosny: Fabrycy del Dongo, księżna Gina Sanseverina, hrabia Mosca i Klelia Konti. Postaci występujące w powieści można podzielić na trzy grupy:
Rodzina del Dongo
- Fabrycy del Dongo – główny bohater powieści; młodszy syn markiza del Dongo, wychowany w zamku Grianta nad jeziorem Como w Królestwie Lombardzko-Weneckim. W dalszej części powieści określa się go mianem Monsignor. Fabrycy zmienia wielokrotnie swoja tożsamość, posługując się pseudonimami i fałszywymi nazwiskami, takimi jak Vasi (handlarz barometrami), Boulot (zmarły husar francuski), Giletti (aktor zabity przez Fabrycego) i Giuseppe Bossi.
- Markiza del Dongo – matka Fabrycego, często nazywana po prostu Markizą.
- Markiz del Dongo – ojciec Fabrycego, nieczuły i nastawiony antyliberalnie reakcjonista.
- Hrabina Gina Pietranera – ciotka, wieloletnia mecenaska i opiekunka Fabrycego, zwana również Hrabiną, Księżną Sanseverina, Księżną i Hrabiną Mosca.

Arystokracja parmeńska
- Książę Ranucy Ernest IV – władca absolutny Księstwa Parmeńskiego, zwany po prostu Księciem.
- Książę Ernest V – syn i następca Ernesta IV, zwany również Księciem.
- Księżna Klara Paulina – żona Ernesta IV i matka Ernesta V, zwana też Księżną.
- Hrabia Mosca – premier i minister spraw wewnętrznych Księstwa Parmeńskiego, długoletni kochanek księżnej Giny Sanseverina, zwany często Hrabią.
- Fabio Conti – generał-gubernator zawiadujący cytadelą i więzieniem pod Parmą.
- Rassi – minister skarbu i poborca podatków w Księstwie Parmeńskim, niekompetentny, znienawidzony reakcyjny polityk, określany jako "człowiek bez honoru i bez humoru".
- Markiza Raversi – naczelna intrygantka na dworze parmeńskim, stojąca na czele stronnictwa skierowanego przeciwko hrabiemu Mosce i księżnej Sanseverina.
- Ojciec Landriani – arcybiskup parmeński, awansujący Fabrycego.

Środowisko, w którym obraca się Fabrycy
- Marietta – wędrowna aktorka komediowa, pierwsza miłość Fabrycego.
- Giletti – wędrowny aktor komediowy, impulsywny i zazdrosny kochanek Marietty, który ginie w pojedynku z Fabrycym.
- Fausta – śpiewaczka operowa, kochanka Fabrycego.
- Klelia Conti – młoda córka generała Fabio Contiego, jedyna prawdziwa miłość Fabrycego.
- Markiz Crescenzi – podstarzały zamożny arystokrata, którego z rozkazu ojca poślubia Klelia.
- Ferrante Palla – genialny poeta, rewolucjonista i szaleniec, żyjący w nędzy niejako na własne życzenie. Jest na rozkazach księżnej Sanseverina, którą wielbi i okazuje jej specjalne względy.
- Ojciec Blanès – proboszcz kościoła w Grianta, pasjonat astronomii, mentor Fabrycego, który przepowiada mu przyszłość.
- Ludovico – wieloletni służący i przyjaciel Fabrycego.

## Recepcja powieści
Pustelnia parmeńska, podobnie jak niemal cała twórczość Stendhala, nie zyskała uznania w oczach współczesnych. W epoce romantyzmu raziła intelektualna oschłość jego stylu. Pisarz, świadomy tej oceny, uważał, że tworzy "dla garstki szczęśliwców" (ang. "to the happy few" - ostatnie zdanie powieści), czyli dla czytelników, którzy mają pojawić się wiele lat później. Ze współczesnych jedynie Honoré de Balzac docenił powieść i poświęcił jej pochlebny artykuł.
Dopiero kolejne pokolenia czytelników zaczęły doceniać mistrzostwo prozy Stendhala. Sposób przedstawienia bitwy pod Waterloo - nie jako zaplanowane, rozegrane strategicznie wydarzenie historyczne, ale jako zbiór chaotycznych epizodów, widziany z perspektywy zagubionej jednostki - stanowi jeden z najświetniejszych w literaturze nowożytnej opisów wojny. Wątek ten stanowił inspirację dla licznych późniejszych autorów opisujących wojenną zawieruchę, m.in. Lwa Tołstoja (bitwa pod Borodino w Wojnie i pokoju) czy Ernesta Hemingwaya (Pożegnanie z bronią). Z kolei Simone de Beauvoir chwaliła dzieło Stendhala za ukazanie silnych postaci kobiecych.

## Adaptacje powieści
- W stulecie publikacji powieści powstała na jej podstawie opera z librettem Armanda Lunela i muzyką Henriego Saugueta. Premiera odbyła się w Paryżu w 1939.
- Ekranizację filmową powieści w 1948 zrealizował francuski reżyser Christian-Jaque, a w rolach głównych wystąpili Gérard Philipe jako Fabrycy, Maria Casares jako księżna Gina Sanseverina oraz Renée Faure jako Klelia Conti.
- Bernardo Bertolucci użył imion postaci powieści oraz wątku romansowego między ciotką a jej siostrzeńcem w swoim wczesnym włoskim filmie Przed rewolucją (1964).
- W 1981 Mauro Bolognini nakręcił włoski serial telewizyjny na podstawie powieści. W rolach głównych wystąpili Andrea Occhipinti, Marthe Keller i Gian Maria Volonté.
- Francusko-włoski film telewizyjny na podstawie powieści powstał w 2012 w reżyserii Cinzii Th. Torrini. W rolach głównych obsadzeni zostali Rodrigo Guirao Díaz, Marie-Josée Croze, Hippolyte Girardot i Alessandra Mastronardi.